# Beat Bösch
Beat Bösch, né le 27 novembre 1971 à Grosswangen, est un athlète suisse de handisport participant dans la catégorie T52, médaillé aux Jeux paralympiques d'été de 2004 à Athènes et aux  Jeux paralympiques d'été de 2008 à Pékin. Il représente la Suisse aux Jeux paralympiques d'été de 2012 de Londres et de Rio en 2016.

## Biographie
Beat Bösch a participé pour la première fois aux Jeux paralympiques d'été de 2000. Quatre ans plus tard, il participe aux Jeux paralympiques d'été de 2004 à Athènes, Grèce. Il y a remporté une médaille d'argent en 100 mètres, catégorie T52, et une médaille de bronze au 200 mètres hommes, catégorie T52.
Durant les Jeux paralympiques d'été de 2008 à Pékin, en Chine, il a remporté une médaille d'argent en 100 mètres, catégorie T52, une médaille d'argent en 200 mètres et a été éliminé lors du premier tour du 400 mètres.
Il a également participé aux Jeux paralympiques d'été de 2012 à Londres, où il était le porte-drapeau de son pays lors de la cérémonie d'ouverture. Il a participé au 100 m, 200 m et 400 m, terminant quatrième aux 100 et 200 mètres.